# Shot in the Dark
Shot in the Dark är en låt av det australiska hårdrocksbandet AC/DC. Den utgavs som singel i oktober 2020 och återfinns som tredje låt på albumet Power Up. Musikvideon, som är regisserad av David Mallet, släpptes på AC/DC:s Youtube-kanal den 26 oktober 2020.

## Låtlista
| Nr | Titel            | Längd |
| -- | ---------------- | ----- |
| 1. | Shot in the Dark | 3:06  |

## Medverkande
- Brian Johnson – sång
- Angus Young – sologitarr
- Stevie Young – kompgitarr, bakgrundssång
- Cliff Williams – elbas, bakgrundssång
- Phil Rudd – trummor